# NGC 2424
NGC 2424 је спирална галаксија у сазвежђу Рис која се налази на NGC листи објеката дубоког неба.
Деклинација објекта је + 39° 14' 0" а ректасцензија 7h 40m 39,3s. Привидна величина (магнитуда) објекта NGC 2424 износи 12,8 а фотографска магнитуда 13,6. NGC 2424 је још познат и под ознакама UGC 3959, MCG 7-16-9, CGCG 206-15, FGC 649, IRAS 07372+3920, PGC 21558.